# جين قاي برونيه
جين قاي برونيه هو متزحلق جبال الألب كندي، ولد في 26 أبريل 1939 في سانت أغاث دس مونتس في كندا.

## وصلات خارجية
- جين قاي برونيه على موقع أوليمبيديا (الإنجليزية)